# San Guillermo la Reforma
San Guillermo la Reforma är en ort i Mexiko.   Den ligger i kommunen Mineral de la Reforma och delstaten Hidalgo, i den sydöstra delen av landet, 90 km nordost om huvudstaden Mexico City. San Guillermo la Reforma ligger 2 559 meter över havet och antalet invånare är 823.
Terrängen runt San Guillermo la Reforma är kuperad. Runt San Guillermo la Reforma är det mycket tätbefolkat, med 1 135 invånare per kvadratkilometer. Närmaste större samhälle är Pachuca de Soto, 3,6 km väster om San Guillermo la Reforma. Omgivningarna runt San Guillermo la Reforma är i huvudsak ett öppet busklandskap.